# Élections législatives de 1958 dans le Cher
Les élections législatives françaises de 1958 se déroulent les 23 et 30 novembre 1958.  Dans le département du Cher, trois députés sont à élire dans le cadre de trois circonscriptions.

## Élus
| Circonscription | Député élu        | Parti | Parti |
| --------------- | ----------------- | ----- | ----- |
| 1re             | Raymond Boisdé    |       | CNIP  |
| 2e              | Jean Boinvilliers |       | UNR   |
| 3e              | Ferdinand Roques  |       | UNR   |

## Système électoral
Pour la première fois depuis 1936, les élections législatives ont lieu au scrutin uninominal majoritaire à deux tours dans des circonscriptions uninominales.
Est élu au premier tour le candidat qui réunit la majorité absolue des suffrages exprimés et un nombre de voix au moins égal au quart (25 %) des électeurs inscrits dans la circonscription. Si aucun des candidats ne satisfait ces conditions, un second tour est organisé entre les candidats ayant réuni un nombre de voix au moins égal à 5 % des suffrages exprimés. Au second tour, le candidat arrivé en tête est déclaré élu.
Le seuil de qualification, basé sur un pourcentage relativement faible des suffrages exprimés, tend à faciliter l'accès au second tour de plus de deux candidats. Les candidats en lice au second tour peuvent ainsi fréquemment être trois, un cas de figure appelé « triangulaire ». Lorsque quatre candidats s'affrontent au second tour, on parle de « quadrangulaire ».

## Résultats

### Résultats à l'échelle du département
| Parti          | Parti                                          | Premier tour | Premier tour | Second tour | Second tour | Sièges |
| Parti          | Parti                                          | Voix         | %            | Voix        | %           | Sièges |
| -------------- | ---------------------------------------------- | ------------ | ------------ | ----------- | ----------- | ------ |
|                | Centre national des indépendants et paysans    | 31 433       | 22,98        | 21 979      | 15,91       | 1      |
|                | Union pour la nouvelle République              | 29 894       | 21,86        | 64 005      | 46,34       | 2      |
|                | Droite parlementaire                           | 61 327       | 44,84        | 85 984      | 62,26       | 3      |
|                |                                                |              |              |             |             |        |
|                | Parti communiste français                      | 39 554       | 28,92        | 52 131      | 37,74       | 0      |
|                | Section française de l'Internationale ouvrière | 15 168       | 11,09        | Retrait     | Retrait     | 0      |
|                | Extrême droite                                 | 13 326       | 9,74         | Retrait     | Retrait     | 0      |
|                | Mouvement républicain populaire                | 4 740        | 3,47         | Retrait     | Retrait     | 0      |
|                | Union des forces démocratiques                 | 2 647        | 1,94         | Retrait     | Retrait     | 0      |
|                |                                                |              |              |             |             |        |
| Inscrits       | Inscrits                                       | 185 524      | 100,00       | 185 441     | 100,00      | 3      |
| Abstentions    | Abstentions                                    | 45 788       | 24,68        | 44 035      | 23,75       |        |
| Votants        | Votants                                        | 139 736      | 75,32        | 141 406     | 76,25       |        |
| Blancs et nuls | Blancs et nuls                                 | 2 974        | 2,13         | 3 291       | 2,33        |        |
| Exprimés       | Exprimés                                       | 136 762      | 97,87        | 138 115     | 97,67       |        |

### Résultats par circonscription

#### Première circonscription (Bourges)
| Candidat       | Candidat           | Parti          | Premier tour | Premier tour | Second tour | Second tour |  |
| Candidat       | Candidat           | Parti          | Voix         | %            | Voix        | %           |  |
| -------------- | ------------------ | -------------- | ------------ | ------------ | ----------- | ----------- |  |
|                | Raymond Boisdé élu | CNIP           | 18 196       | 40,18        | 21 979      | 47,67       |  |
|                | Marcel Cherrier    | PCF            | 12 779       | 28,22        | 16 584      | 35,97       |  |
|                | Basile Peides      | UNR            | 6 942        | 15,33        | 7 542       | 16,36       |  |
|                | René Henry         | SFIO           | 4 727        | 10,44        | Retrait     | Retrait     |  |
|                | Jacques Mitterrand | UFD            | 2 647        | 5,84         | Retrait     | Retrait     |  |
|                |                    |                |              |              |             |             |  |
| Inscrits       | Inscrits           | Inscrits       | 61 164       | 100,00       | 61 145      | 100,00      |  |
| Abstentions    | Abstentions        | Abstentions    | 14 889       | 24,34        | 14 158      | 23,15       |  |
| Votants        | Votants            | Votants        | 46 275       | 75,66        | 46 987      | 76,85       |  |
| Blancs et nuls | Blancs et nuls     | Blancs et nuls | 984          | 2,13         | 882         | 1,88        |  |
| Exprimés       | Exprimés           | Exprimés       | 45 291       | 97,87        | 46 105      | 98,12       |  |

#### Deuxième circonscription (Vierzon)
| Candidat       | Candidat              | Parti          | Premier tour | Premier tour | Second tour | Second tour |  |
| Candidat       | Candidat              | Parti          | Voix         | %            | Voix        | %           |  |
| -------------- | --------------------- | -------------- | ------------ | ------------ | ----------- | ----------- |  |
|                | Léo Mérigot           | PCF            | 15 503       | 32,1         | 19 472      | 40,17       |  |
|                | Jean Boinvilliers élu | UNR            | 11 227       | 23,25        | 29 005      | 59,83       |  |
|                | Tom Hainguerlot       | CNIP           | 6 236        | 12,91        | Retrait     | Retrait     |  |
|                | Pierre Cocu           | SFIO           | 5 505        | 11,4         | Retrait     | Retrait     |  |
|                | Arthur Edmond Ferragu | Extrême droite | 5 079        | 10,52        | Retrait     | Retrait     |  |
|                | Jacques Mallet        | MRP            | 4 740        | 9,82         | Retrait     | Retrait     |  |
|                |                       |                |              |              |             |             |  |
| Inscrits       | Inscrits              | Inscrits       | 63 561       | 100,00       | 63 526      | 100,00      |  |
| Abstentions    | Abstentions           | Abstentions    | 14 255       | 22,43        | 13 894      | 21,87       |  |
| Votants        | Votants               | Votants        | 49 306       | 77,57        | 49 632      | 78,13       |  |
| Blancs et nuls | Blancs et nuls        | Blancs et nuls | 1 016        | 2,06         | 1 155       | 2,33        |  |
| Exprimés       | Exprimés              | Exprimés       | 48 290       | 97,94        | 48 477      | 97,67       |  |

#### Troisième circonscription (Saint-Amand-Montrond)
| Candidat       | Candidat                   | Parti          | Premier tour | Premier tour | Second tour | Second tour |  |
| Candidat       | Candidat                   | Parti          | Voix         | %            | Voix        | %           |  |
| -------------- | -------------------------- | -------------- | ------------ | ------------ | ----------- | ----------- |  |
|                | Ferdinand Roques élu       | UNR            | 11 725       | 27,15        | 27 458      | 63,07       |  |
|                | René Mariat                | PCF            | 11 272       | 26,1         | 16 075      | 36,93       |  |
|                | Raymond Lainé              | CNIP           | 7 001        | 16,21        | Retrait     | Retrait     |  |
|                | Jean-Louis Febvre          | UFF            | 5 483        | 12,7         | Retrait     | Retrait     |  |
|                | Georges Mallet de Vandègre | SFIO           | 4 936        | 11,43        | Retrait     | Retrait     |  |
|                | René Charles               | Extrême droite | 2 764        | 6,4          | Retrait     | Retrait     |  |
|                |                            |                |              |              |             |             |  |
| Inscrits       | Inscrits                   | Inscrits       | 60 799       | 100,00       | 60 770      | 100,00      |  |
| Abstentions    | Abstentions                | Abstentions    | 16 644       | 27,38        | 15 983      | 26,3        |  |
| Votants        | Votants                    | Votants        | 44 155       | 72,62        | 44 787      | 73,7        |  |
| Blancs et nuls | Blancs et nuls             | Blancs et nuls | 974          | 2,21         | 1 254       | 2,8         |  |
| Exprimés       | Exprimés                   | Exprimés       | 43 181       | 97,79        | 43 533      | 97,2        |  |